# Linaria nivea
La linaria nívea  (Linaria nivea) es una herbácea de la familia de las escrofulariáceas.

## Caracteres
Hierba perenne, glabra salvo en la inflorescencia que es glandular-pubescente, glauca. Tallos erectos o ascendentes en la base, simples o, más frecuentemente, algo ramificados en la parte superior, de hasta 1 n de altura. Hojas inferiores verticiladas y superiores alternas, de linear-oblongas a lanceoladas. Flores dispuestas en racimos más o menos densos; cáliz de 5 sépalos linear-lanceolados, unidos en la base; corola personada, con espolón de 4-5 mm, de 12-14 mm de longitud, con numerosos pelos blancos en el labio inferior. Fruto en cápsula más o menos globosa, de 4-5 mm, que se abre por varias fisuras en el ápice.

## Distribución y hábitat
Es un endemismo del Sistema Central y de la Sierra de Guadalupe en España. Se trata de una planta que muestra una marcada preferencia por los suelos aclarados como consecuencia de la quema de los piornos. Es frecuente. Florece a final de primavera y en verano.